# ミャオ・ヤオ語族
モン・ミエン語族（モン・ミエンごぞく、Hmong-Mien languages）またはミャオ・ヤオ語族（ミャオ・ヤオごぞく）は、中国南部から東南アジア北部の山岳地帯に分布する少数民族の言語からなる語族である。代表的な言語としてミャオ語（ミャオ族）とヤオ語（ヤオ族）、さらにシェ語（福建などに住むシェ族）がある。この地域には、シナ・チベット語族やタイ・カダイ語族に属する言語が多く、これらに比べるとモン・ミエン語族の言語数・話者数ははるかに少ない。
かつてはシナ・チベット語族に含められたが、現在では別の語族とされる。故地は中国中部から南部と考えられる。この語族の住民は現在、中国南部の雲南、貴州、広西、湖南、湖北、四川などの地域に多く住んでいるが、歴史的には漢民族に圧迫されて南に移動したといわれており、現在ではさらに南のタイ、ミャンマー、ラオス、ベトナムの山岳地帯にも住んでいる。大渓文化の遺骨からモン・ミエン語族に関連するY染色体ハプログループO-M7が高頻度で発見されており、もともとは大渓文化の担い手であったとされている。
単音節的な孤立語で、声調言語である。特に声調は多数あって、周辺諸言語の声調は本語族の影響で成立したものではないかとの考えもある。

## 分類
ミャオ・ヤオ語族　Hmong-Mien languages zh:苗瑤語系

|  | 巴哼語Paheng/Pathen(巴哼方言Paheng/Pathen、唔奈方言Wunai) |
|  |                                                           |
|  | 優諾語Yuno                                                |
|  |                                                           |

|  | 炯奈語Kiongnai |
|  |                |
|  | 畲語(活聶語)   |
|  |                |

|  | 巴哼語Paheng/Pathen(巴哼方言Paheng/Pathen、唔奈方言Wunai) |
|  |                                                           |
|  | 優諾語Yuno                                                |
|  |                                                           |

|  | 炯奈語Kiongnai |
|  |                |
|  | 畲語(活聶語)   |
|  |                |

|  | ヤオ語「勉・金門方言(勉方言Mien d.、金門方言)、標敏方言Biao-jiao d.、藻敏方言Zaomin d.」 |
|  |                                                                                          |